# Tim Wiese
Tim Wiese (ur. 17 grudnia 1981 w Bergisch Gladbach) – niemiecki piłkarz grający na pozycji bramkarza.

## Kariera klubowa
Wiese piłkarską karierę rozpoczynał w małym klubie DJK Dürscheid. Następnie trafił do juniorskiej drużyny Bayeru 04 Leverkusen, z której jednak nie potrafił wybić się wyżej, toteż w 2000 przeszedł do Fortuny Kolonia i przez półtora roku grał z nią w Regionallidze Północnej. W połowie sezonu 2001/2002 Wiese trafił do 1. FC Kaiserslautern, jednak początkowo grał w rezerwach będąc zastępcą dla podstawowego bramkarza – Georga Kocha. W Bundeslidze zadebiutował w kolejnym sezonie, 10 sierpnia 2002 w zremisowanym 1:1 wyjazdowym meczu z VfB Stuttgart. Miejsce w pierwszej jedenastce wywalczył w drugiej części sezonu i od tego czasu stał się podstawowym bramkarzem Kaiserslautern. W sezonie 2002/2003 wystąpił w 21 meczach, z zespołem zajął 14. miejsce w lidze oraz awansował do finału Pucharu Niemiec w którym Kaiserslautern uległo 1:3 Bayernowi Monachium. W sezonie 2003/2004 zagrał w 30 meczach i dobrą postawą w bramce przyczynił się do utrzymania zespołu w lidze. Połowę sezonu 2004/2005 Wiese leczył kontuzję i zagrał jedynie w 14 meczach.
Latem 2005 roku Wiese za darmo przeszedł do Werderu Brema, w którym miał zastąpić kontuzjowanego Andreasa Reinke, jednak niedługo potem sam doznał kontuzji (naderwał więzadła krzyżowe kolanie) i na grę w Bremie musiał poczekać do 2006 roku. W Werderze zadebiutował 8 lutego w zremisowanym 0:0 wyjazdowym meczu z VfB Stuttgart. Od tego czasu stał się podstawowym bramkarzem klubu z Bremy. Wystąpił w Lidze Mistrzów, jednak jego błąd w meczu z Juventusem zadecydował o odpadnięciu Werderu w drugiej rundzie. Od początku sezonu 2006/2007 był pewnym punktem Werderu w bramce. We wrześniowym meczu z Hamburger SV został trafiony butelką w głowę przez jednego z fanów zespołu gości. W sezonie 2007/2008 wystąpił 31 meczach ligowych, a wraz z drużyną został wicemistrzem Niemiec.
Od sezonu 2012/2013 był piłkarzem TSG 1899 Hoffenheim. W dniu 22 stycznia 2014 roku Wiese rozwiązał kontrakt z TSG 1899 Hoffenheim. Następnie zajął się wrestlingiem w amerykańskiej federacji WWE. Debiutancką walkę stoczył 3 listopada 2016 w Monachium.
W listopadzie 2016 trafił do amatorskiego klubu SSV Dillingen.
| Sezon   | Klub                 | Kraj   | Rozgrywki             | Mecze | Bramki |
| ------- | -------------------- | ------ | --------------------- | ----- | ------ |
| 2000/01 | Fortuna Kolonia      | Niemcy | Regionalliga          | 2     | 0      |
| 2001/02 | Fortuna Kolonia      | Niemcy | Regionalliga          | 21    | 0      |
| 2002/03 | 1. FC Kaiserslautern | Niemcy | Bundesliga            | 21    | 0      |
| 2003/04 | 1. FC Kaiserslautern | Niemcy | Bundesliga            | 30    | 0      |
| 2004/05 | 1. FC Kaiserslautern | Niemcy | Bundesliga            | 14    | 0      |
| 2005/06 | Werder Brema         | Niemcy | Bundesliga            | 15    | 0      |
| 2006/07 | Werder Brema         | Niemcy | Bundesliga            | 31    | 0      |
| 2007/08 | Werder Brema         | Niemcy | Bundesliga            | 31    | 0      |
| 2008/09 | Werder Brema         | Niemcy | Bundesliga            | 29    | 0      |
| 2009/10 | Werder Brema         | Niemcy | Bundesliga            | 31    | 0      |
| 2010/11 | Werder Brema         | Niemcy | Bundesliga            | 29    | 0      |
| 2011/12 | Werder Brema         | Niemcy | Bundesliga            | 28    | 0      |
|         |                      |        | Łącznie w Bundeslidze | 259   | 0      |

## Kariera reprezentacyjna
Wiese ma za sobą występy w młodzieżowej reprezentacji Niemiec, w której wystąpił w 13 meczach. W kadrze A zadebiutował 19 listopada 2008 w przegranym 1:2 meczu z reprezentacją Anglii.
W 2010 zdobył brązowy medal na Mistrzostwach Świata 2010, choć jako jedyny z całej kadry 23 zawodników nie wystąpił w żadnym meczu podczas turnieju. Powołany do 23 osobowej kadry na EURO 2012.